# Don Napy
Don Napy, cuyo nombre verdadero era Luis Napoleón Duclout, fue un guionista y director de cine que nació en Argentina en 1909 y falleció el 11 de julio de 1962.

## Trayectoria profesional
Trabajó como periodista y luego se dedicó íntegramente a la radio. En 1936 codirigió Vértigo un filme semidocumental sobre el Gran Premio Automovilístico de 1936 y luego realizó varios guiones para el cine mientras continuaba escribiendo libretos radiofónicos. En 1950 vuelve a la dirección cinematográfica con Captura recomendada y Los Pérez García, esta última basada en un popular programa de radio. Su último filme fue El pecado más lindo del mundo, que guionó y dirigió en 1953. Falleció el 11 de julio de 1962.

## Filmografía
Guionista
- El pecado más lindo del mundo (1953)
- Mala gente (1952)
- Camino al crimen (1951)
- Captura recomendada (1950)
- Los Pérez García (1950)
- Nace la libertad (1949)
- Los hijos del otro (1947)
- La importancia de ser ladrón (1944)
- Peluquería de señoras (1941)
- El susto que Pérez se llevó (1940)
- Vértigo (1936)

Director
- Buenos Aires en relieve (1954)
- El pecado más lindo del mundo (1953)
- Mala gente (1952)
- Camino al crimen (1951)
- Captura recomendada (1950)
- Los Pérez García (1950)
- Vértigo (1936)